# Chinook (vjetar)
Chinook je topao i suh vjetar koji puše niz istočne padine Stjenjaka u Sjevernoj Americi.